# Kupres (Federación de Bosnia-Herzegovina)
Kupres es un municipio y localidad de Bosnia y Herzegovina. Se encuentra en el cantón 10, dentro del territorio de la Federación de Bosnia y Herzegovina. La capital del municipio de Kupres es la localidad homónima.

## Localidades
El municipio de Kupres se encuentra subdividido en las siguientes localidades:
- Barjamovci.
- Begovo Selo.
- Bili Potok.
- Blagaj.
- Botun.
- Brda .
- Bućovača.
- Donje Ravno.
- Donje Vukovsko.
- Donji Malovan.
- Goravci.
- Gornje Ravno.
- Gornje Vukovsko.
- Gornji Malovan.
- Kudilji.
- Kukavice.
- Kupres.
- Kute.
- Mlakva.
- Mrđanovci.
- Mrđebare.
- Mušić.
- Novo Selo.
- Odžak.
- Olovo.
- Osmanlije.
- Otinovci.
- Rastičevo.
- Rilić.
- Stražbenica.
- Suhova.
- Šemenovci.
- Vrila .
- Zanaglina.
- Zlosela.
- Zvirnjača.

## Demografía
En el año 2009 la población del municipio de Kupres era de 3 437 habitantes. La superficie del municipio es de 569.8 kilómetros cuadrados, con lo que la densidad de población era de 6 habitantes por kilómetro cuadrado.